# Neopentura semifusca
Genre
Espèce
Neopentura semifusca est une espèce d'insectes plécoptères de la famille des Gripopterygidae, la seule du genre Neopentura.

## Distribution
Cette espèce se rencontre au Chili dans les régions d'Araucanie, des Fleuves, des Lacs et d'Aisén et en Argentine dans les provinces de Neuquén et de Río Negro.

## Publication originale
- Illies, J. 1965 "1964" : Neue Plecopteren aus Chile und Argentinien. Mitteilungen der Schweizerischen Entomologischen Gesellschaft, vol. 37, n. 3, p. 151-156.